# ТЕС Сант-Адріа-да-Базос
ТЕС Сант-Адріа-да-Базос – колишня теплова електростанція на північному сході Іспанії, у Барселоні. 
В 1973, 1974 та 1976 роках на майданчику ввели в дію три однотипні конденсаційні блоки з паровими турбінами потужністю по 350 МВт. 
Станцію спорудили з розрахунку на використання мазуту. В 1980-х роках з економічних та екологічних міркувань блоки №1 та №3 перевели на природний газ, що надходив до регіону термінал для імпорту зрідженого природного газу Барселона ЗПГ. 
В 2003-му вивели з експлуатації блок №2, який міг використовувати лише мазут та був більш екологічно шкідливим. Два інші блоки закрили в 2011-му, вже після того, яке можлива нестача потужностей була компенсована спорудженням п’ятого блоку на ТЕС Базос.
Для видалення продуктів згоряння використовували три димарі по 90 метрів, які були встановлені прямо на будівлі котельної – так що їх загальна висота досягала 180 метрів. Наразі ці димарі є стали однією з архітектурних принад міста.
Для охолодження використовували морську воду.
Видача продукції відбувалась по ЛЕП, що працювала під напругою 220 кВ.